# Erebia alexandra
Erebia alexandra är en fjärilsart som beskrevs av Otto Staudinger 1887. Erebia alexandra ingår i släktet Erebia och familjen praktfjärilar. Inga underarter finns listade i Catalogue of Life.